# Гордија
Гордијa (такође се пишe Гурдија и Курдија) била је утицајни иранска личност из племићке куће Михран, која је прво била сестра-супруга угледног војсковође Бахрама Чобина, затим супруга Вистама члана династије Испахбудан, и на крају супруга последњег истакнути сасанидског цара, Хозроја II.

## Позадина
Гордија је била члан Куће Мирхан, једне од седам великих иранских кућа. Њена породица је била партског порекла, а била је сконцентрисана у Рају, јужно од Техерана, главног града данашњег Ирана. Њен отац био је Бахрам Гушнасп, војни заповедник који се борио против Византијаца и водио поход у Јемену током владавине Хозроја I (в. 531–579). Њен деда Гургин Милад служио је као марзбан (војсковођа пограничне провинције, "марграве") Јерменије од 572 до 574. Гордија је имала три брата и сестре, а међу њима су били Гордуја, Мардансина и најистакнутији Бахрам Чобин, за кога се удала. Међутим, није познато да ли су она и Бахрам заиста били брат и сестра.

## Биографија
590. године Бахрам је покренуо велику побуну против сасанидске породице, приморавши новопеченог владара Хозроја II да побегне, заузевши престо за себе. Следеће године је поражен и убијен. Убрзо након тога, ујак Хозроја II, Вистам побунио се против њега, узевши себи кнежевине у целом источном и северном квадранту иранског царства. У том периоду се оженио Гордијом, што је за последицу подигло његов статус. Међутим, и његова побуна се показала неуспешном; према неким извештајима, убио га је хефталитски поданик Париовк, док у алтернативном извештају стоји да је управо Гордија та која га је убила након што му је обећала брак ако дозволи повратак Хозроју II. Историчар из 9. века Динавари поменуо је сина Гордије и Хозроја, званог Џуваншир, који је 630. кратко владао као монарх у Ирану. Овај краљ, међутим, остаје неизвестан, а још увек није пронађен никакав новац који би сведочио о његовом постојању.